# Paranerita rubrosignata
Paranerita rubrosignata är en fjärilsart som beskrevs av Rothschild 1917. Paranerita rubrosignata ingår i släktet Paranerita och familjen björnspinnare. Inga underarter finns listade i Catalogue of Life.